# Vangunu
Vangunu é uma das ilhas das Ilhas Salomão, no sul do Oceano Pacífico. Pertence ao arquipélago das Ilhas da Nova Geórgia, na Província Ocidental. Está situada entre as ilhas da Nova Geórgia e Nggatokae.
Vangunu é uma ilha vulcânica, dominada por um estratovulcão extinto do Pleistoceno que atinge os 1082 m de altitude, e cujas vertentes da caldeira vulcânica estão cobertas por floresta tropical.